# Leland (Mississipi)
Leland és una població dels Estats Units a l'estat de Mississipi. Segons el cens del 2000 tenia 5.502 habitants.

## Demografia
Segons el cens del 2000, Leland tenia 5.502 habitants, 1.943 habitatges, i 1.414 famílies. La densitat de població era de 1.031,2 habitants per km².
Dels 1.943 habitatges en un 36,9% hi vivien nens de menys de 18 anys, en un 38,9% hi vivien parelles casades, en un 27,7% dones solteres, i en un 27,2% no eren unitats familiars. En el 24,2% dels habitatges hi vivien persones soles l'11,1% de les quals corresponia a persones de 65 anys o més que vivien soles. El nombre mitjà de persones vivint en cada habitatge era de 2,82 i el nombre mitjà de persones que vivien en cada família era de 3,35.
Per edats la població es repartia de la següent manera: un 31,9% tenia menys de 18 anys, un 10,6% entre 18 i 24, un 26,3% entre 25 i 44, un 18,8% de 45 a 60 i un 12,4% 65 anys o més.
L'edat mediana era de 30 anys. Per cada 100 dones de 18 o més anys hi havia 78,6 homes.
La renda mediana per habitatge era de 25.678 $ i la renda mediana per família de 28.926 $. Els homes tenien una renda mediana de 26.184 $ mentre que les dones 20.693 $. La renda per capita de la població era d'11.681 $. Entorn del 24% de les famílies i el 27,5% de la població estaven per davall del llindar de pobresa.

## Poblacions més properes
El següent diagrama mostra les poblacions més properes.